# AMC (Sydney)
AMC is een Australische historische fabrikant van motorfietsen.
De bedrijfsnaam was: Australian Motorcycle Company, later Action Motorcycles Group, Sydney. 
AMC bouwde het merk Hunwick Hallam dat in 1997 werd gepresenteerd door Rod Hunwick en Paul Hallam. De eerste prototypes waren voorzien van een 1385cc-V-twin, maar toen was al bekend dat de cilinderinhoud teruggebracht zou worden naar 1350 cc (in een later stadium werd een cilinderinhoud van 1307 cc genoemd). 
Er waren drie modellen voorzien: de Boss, een 108pk-sterke Power Cruiser, de 998cc-X1R superbike met 176 pk en de Rage Street Rod van 1100 cc. 
Nadat de samenwerking tussen Hallam en Hunwick werd beëindigd ging Hunwick samenwerken met de familie Harrop, eigenlijk leverancier voor Ford en Holden auto's en veranderde de merknaam in Hunwick Harrop. In 2001 presenteerde men een 1500 cc cruiser, de Phantom 1500 Super Cruiser.